# Xylosciara spectabilis
Xylosciara spectabilis är en tvåvingeart som beskrevs av Hans-Georg Rudzinski 1992. Xylosciara spectabilis ingår i släktet Xylosciara och familjen sorgmyggor.
Artens utbredningsområde är Tyskland. Inga underarter finns listade i Catalogue of Life.